# Чокай, Невин
Невин Чокай (тур. Nevin Çokay, 1930 — 24 июля 2012, Стамбул) — турецкая художница.

## Биография
Родилась в Стамбуле и провела свое детство в разных регионах Турции. В 1947 поступила в Государственную академию изобразительного искусства (закончила в 1954). В начале 1950-х пела в фольклорном хоре, снимала кино, занималась дубляжем. С 1950 по 1953 год она была участницей Государственного хора турецкой народной музыки. Помимо участия в концертах и фольклорных аранжировках, она также работала вокалисткой и снималась в фильме «Yurda Dönüş». Её первая выставка состоялась в галерее «Майя» в Стамбуле в 1953 году. С 1954 целиком посвятила себя живописи. Её картины были показаны на выставках Государственного музея живописи и скульптуры Стамбула.
Её картины хранятся в государственных и частных коллекциях Германии и Нидерландов, в Стамбульском государственном музее искусства и скульптуры, Министерстве культуры и туризма, администрации города Стамбула, Стамбульском университете.

## Признание
В 1979 была приглашена в Нидерланды, её работы экспонировались в Девентере, Гааге, Роттердаме.

## Педагогическая деятельность
Многие годы преподавала в лицее живопись и историю искусства, вела курсы обучения живописи в собственной мастерской.